# Indiai szubkontinens

Indiai szubkontinens

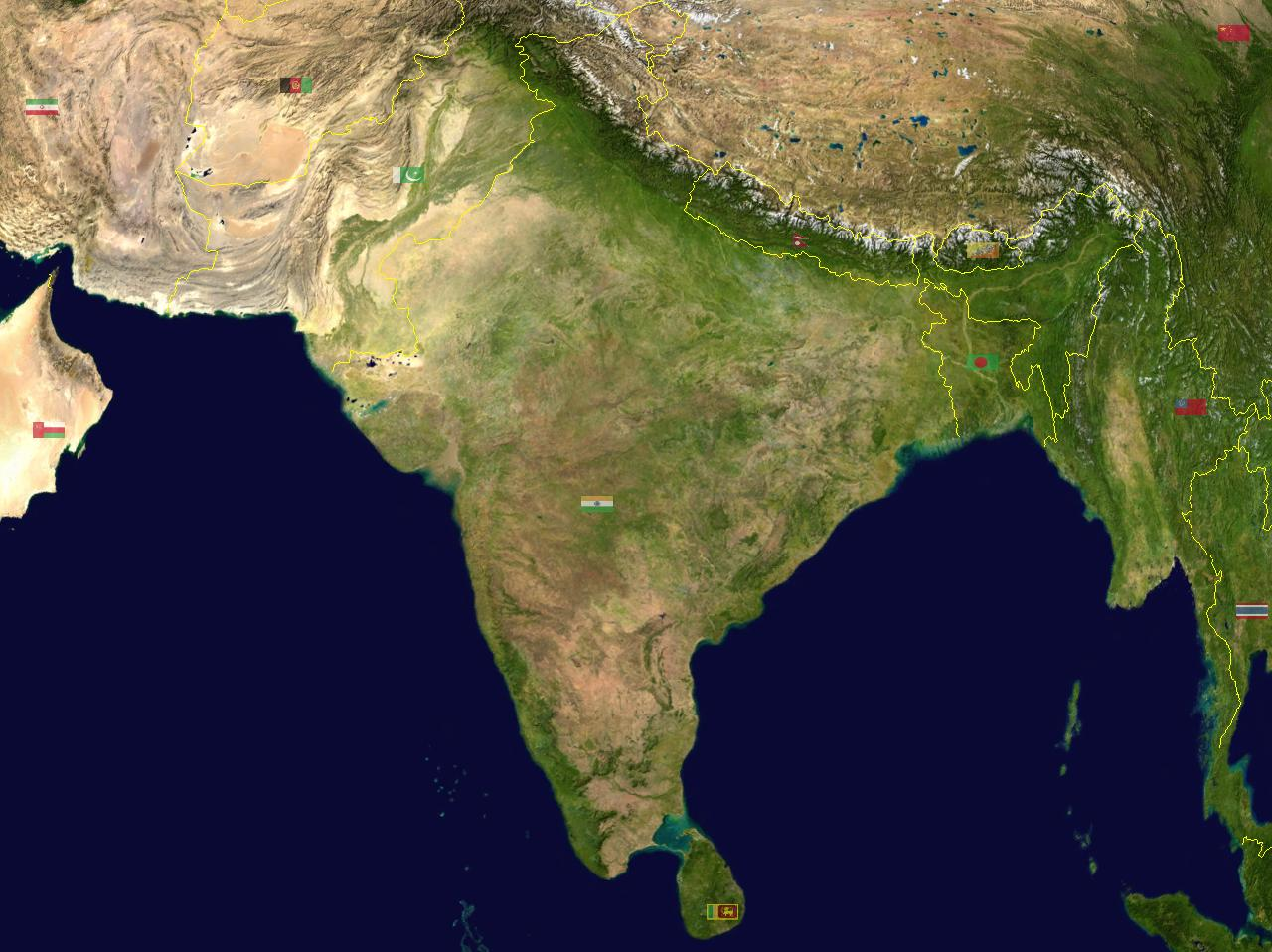
Az Indiai szubkontinens

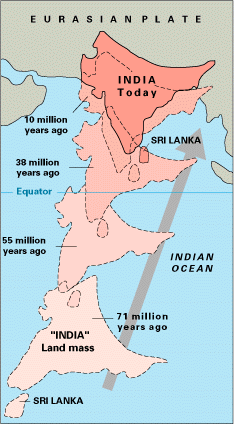
Az indiai lemez mozgása

Az Indiai szubkontinens Ázsiának az a régiója, amely az indo-ausztráliai tektonikus lemezen fekszik.

## Földrajz
Dél-Ázsiának azon része, melyet északról a Himalája határol, nyugatról a Hindukus, keletről pedig az Arakán-hegység. Dél felé háromszög formában az Indiai-óceánba nyúlik, amelyben keleti határa a Bengáli-öböl, nyugati határa az Arab-tenger. Az északi szélesség 37°-tól az Egyenlítőig terjed ki. A területe kb. 4,4 millió km², amely Ázsia szárazföldi területének 10%-a. Becsült lakossága 1,4 milliárd fő (2001).
Az Indiai szubkontinensen a következő országok terülnek el:
- Banglades
- Bhután
- India
- Maldív-szigetek
- Nepál
- Pakisztán
- Srí Lanka

## Geológiája
130-125 millió évvel ezelőtt vált ki a Gondwana őskontinensből, még Madagaszkárral egybeforrva. Kb. 90 millió évvel ezelőtt a késő kréta időszakban szakadt el Madagaszkártól, és 20 cm/év sebességgel elkezdett vándorolni észak felé. 40-50 millió éve ütközött  Eurázsiának. A mozgása jelenleg is tart, amely északkeleti irányú, 5 cm/év sebességű. A mozgása folyamán összeolvadt az ausztráliai lemezzel, jelenleg az indo-ausztráliai lemez részét képezi, de szeizmikus jelenségek és friss vizsgálatok arra utalnak, hogy külön fognak válni.

## Biorégió

Az indomaláj ökozóna biorégiói

Mint biorégió, az indomaláj ökozóna része. A biorégió nem foglalja magában a magashegyi részeket. A Himalája a kínai, Pakisztán hegyei a nyugat-ázsiai biorégió részeként a palearktikus ökozónába tartoznak.